# Budget du gouvernement fédéral canadien
Au Canada, le budget du gouvernement fédéral est présenté annuellement par le Gouvernement du Canada pour planifier les dépenses gouvernementales, les recettes fiscales et les conditions économiques pour l'année fiscale à venir.

## Processus budgétaire
Le budget est annoncé à la Chambre des communes par le Ministre des finances. Par tradition, celui-ci porte des chaussures neuves lors de la présentation du budget. Le budget est ensuite soumis au vote des députés. Le vote du budget engage la confiance du gouvernement : le gouvernent peut chuter si le vote est négatif, comme cela est arrivé au gouvernement progressiste-conservateur de Joe Clark lors de la présentation du budget de 1980. En général, le parti au pouvoir applique une discipline de vote stricte, expulsant du caucus les membres du parlement votant contre le budget. Les parties d'opposition votent en général contre le budget.
En cas de gouvernement minoritaire, le gouvernement doit intégrer des concessions majeures au budget pour s'assurer le vote de suffisamment de députés d'autres partis pour garantir le passage du budget.
Historiquement l'opposition officielle déposait un contre-budget intégral en réponse au budget du gouvernement cependant la pratique moderne consiste plutôt à critiquer certains aspects clés du budget. Le Parti réformiste avait cependant réhabilité la pratique d'un contre-budget complet à une époque. De nos jours le Canadian Centre for Policy Alternatives (en), un cercle de réflexion non-partisan, propose un budget alternatif chaque année.

## Historique des tendances du budget
Le gouvernement fédéral du Canada commence à présenter des budgets déficitaires à la fin des années 1960. La construction d'un État-providence tire les dépenses sociales vers le haut avec la création de plusieurs programmes sociaux majeurs (assurance-emploi, Sécurité de la vieillesse, assurance maladie). Cependant le dynamisme économique des années 1950 et 1960 permet une forte croissance des recettes fiscales.
Après un dernier budget excédentaire en 1969-70 le déficit se creuse massivement vers le milieu des années 1970, notamment en 1975-76 alors qu'il triple par rapport à l'année précédente pour atteindre 6 milliards de dollars.
| |
| Solde budgétaire du gouvernement fédéral canadien depuis 1966-67 - Excédent - Déficit                         |
| Gouvernement en place (couleur de fond)- Parti libéral - Parti conservateur - Parti progressiste-conservateur |